# Система вещей
Система вещей (фр. Le Système des objets) — книга социолога Жана Бодрийяра, изданная в 1968 году. Книга основана на докторской диссертации Бодрийяра, которая была защищена в диссертационным совете, включавшем Анри Лефевра, Ролана Барта и Пьера Бурдье.

## Содержание
В своих ранних книгах, таких как «Система вещей», «К критике политической экономии знака» (фр. Pour une critique de l’économie politique du signe) и «Общество потребления: его мифы и структуры» (фр. La société de consommation: ses mythes et ses structures), Бодрийяр фокусируется на потреблении и на том, как разные объекты потребляются по-разному. При этом он показывает, что в потреблении участвует каждый член общества, причём это может происходить и неосознанно.
В то время политические взгляды Бодрийяра, хоть и слабо, но ассоциировались с марксизмом (и ситуационизмом), однако в этих книгах он значительно отличался от позиции Карла Маркса в одном конкретном пункте. Для Бодрийяра, как и для ситуационистов, главным двигателем капиталистического общества было потребление, а не производство.

## Первое издание
- Baudrillard, Jean. Le Système des Objets. Paris: Gallimard, 1968. 288 p.

## На русском языке
- Бодрийяр Ж. Система вещей / Пер. с фр., и сопр. ст. С. Зенкина. М.: «РУДОМИНО», 1995. 168 с.
- Мищенко М. А. «Система вещей» Жана Бодрийяра: анализ отношений человека с вещами. // Теологический вестник Смоленской православной духовной семинарии. 2022. №3. С. 120-150.